# Cyrto-hypnum lepidoziaceum
Cyrto-hypnum lepidoziaceum là một loài Rêu trong họ Thuidiaceae. Loài này được (Sakurai) W.R. Buck & H.A. Crum mô tả khoa học đầu tiên năm 1990.